# Інупіати

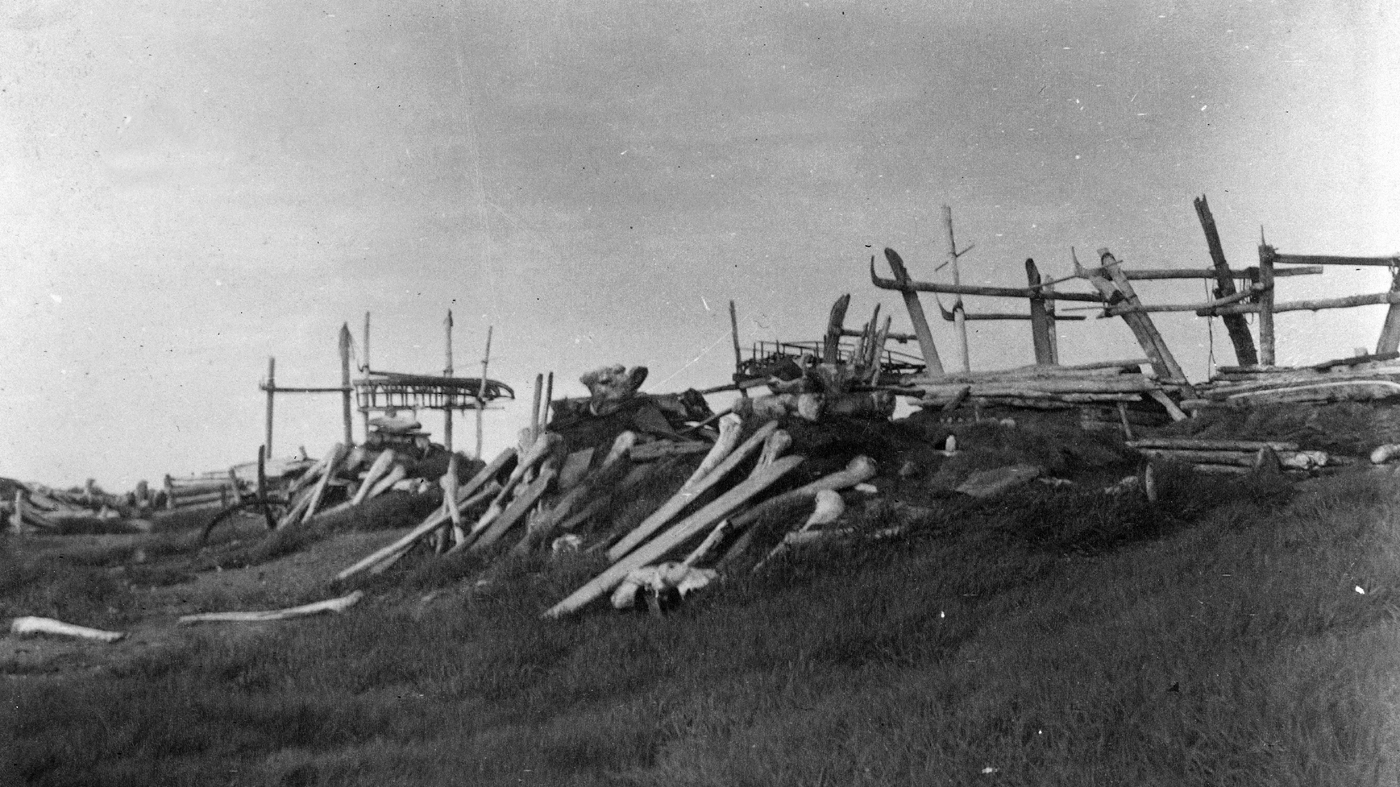
Напівпідземний общинний будинок чоловіків «карги» та кістки гренландського кита. Пойнт-Хоуп, Аляска, 1885 рік

Інупіати, інупіки, інюпіати (мн. iñupiat, одн. iñupiaq), від  слів «інук» (iñuk, «людина») та «-піак» (-piaq, «справжній»); раніше «інюпік» (inyupik) — народ крайньої Півночі, що живе на Алясці (боро Нортвест-Арктик, Норт-Слоуп и Берингова протока). Один з ескімоських народів. Місто Барроу знаходиться в регіоні проживання інупіатів.
Інупіати були розділені на дві регіональні групи мисливців та збирачів: таріурміут («люди моря», що живуть на північному березі Аляски), та нунаміут («люди землі», які живуть у континентальній частині півострова).

## Групи
Інупіати поділяються на кілька груп: інупіатів Берингової протоки, інупіатів континентальної півночі, інупіатів затоки Коцебу.
Для управлення природними ресурсами були створені наступні корпорации: Арктик-Слоуп, Беринг-Стрейтс и NANA
- NANA Regional Corporation.

## Мова
Інупіати розмовляють однойменною мовою. Існує один інупіатський інститут, коледж Ілісарвік.

## Харчування

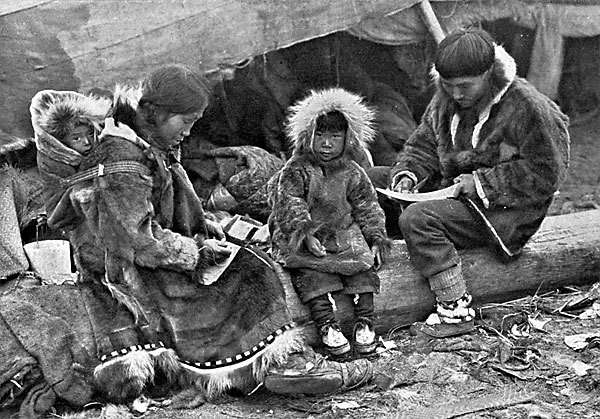
Родина інупіатів на острові Кінг

Інупіати — мисливці та збирачі, як і інші ескімоси. Інупіати в основному харчуються рибою та дичиною, видобутою на полюванні. В залежності від місця розташування, вони полюють на моржів, тюленів, китів, білих ведмедів, оленів і рибу, до того ж риба становить значну частину раціону як у берегових, так і в континентальних жителів. Сезонною їжею є качки, гуси, кролики, ягоди, коріння і пагони рослин.
Інупіати, що живуть далеко від моря полюють також на баранів Далла, бурих ведмедів і лосів, а прибережні — на білух і ластоногих.
Коли ловлять кита, на розділ здобичі приїжджають навіть міські родичі мисливців. Мактак, що виготовляється з китової шкіри багатий на вітамін А та аскорбінову кислоту, що особливо важливо в умовах малої кількості фруктів і овочів.
З 1970-х років дохід інупіатів збільшився через видобуток нафти та інших корисних копалин. Трансаляскінський нафтопровід сполучає нафтове родовище Прудо-Бей з портовим містом Валдіз у центрально-південній частині Аляски. Через нафтовидобуток став занепадати традиційний китобійний промисел.

## Історія

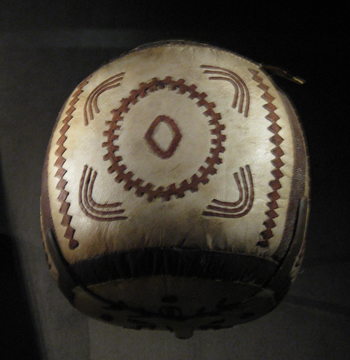
М'яч для гри, близько 1910 року, Барроу

Інупіати споріднені з інуїтами та юпікськими народами, а їх групи часто містять закінчення «-міут», що означає «люди, що належать до». Наприклад, континентальних мисливців на оленів називають «нунаміут». Після голоду і грипу 1890—1910 років (епідемію принесли американські і європейські китобої) більшість мігрувала у прибережні райони; два десятиріччя потому частина нунаміутів повернулася в гори.
До 1950 року більшість нунаміутів осіло у місті Анактувук-Пас.

## Сучасні проблеми
Інупіати стурбовані зміною клімату, бо глобальне потепління загрожує їх традиційному устрою. Лід, що тоншає, ускладнює полювання на китів, моржів і тюленів;  морський лід, який пізно формується, викликає ерозію через затоплення; це загрожує багатьом прибережним селам. Інуїтська приполярна рада, що представляє народи Арктики, висловила думку про те, що потепління загрожує правам корінного населення.
У переписі 2000 року понад 19 000 осіб назвали себе інупіатами, більшість з них живе на Алясці.

## Дивіться також
- Арктичні народи